# Ordre de la Délivrance
 (septembre 2020).

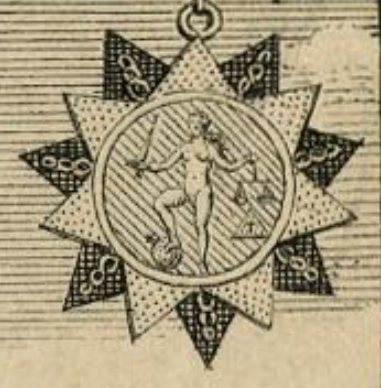
Illustration de l'ordre vers 1736.

L'Ordre de la Délivrance est un ordre de chevalerie corse créé le 16 avril 1736 à Sartè par le Roi des Corses Théodore 1er.

## Origine
Théodore de Neuhoff doit selon la constitution établir un « ordre de noblesse véritable ». Lors d'une consulta à Venzolasca, le roi décerne des titres de marquis, comtes et chevaliers qu'il associe parfois à un fief. A cette occasion, il annonce la création de l'ordre des chevaliers de la clef d'or.  
Finalement, à Sartè, fut institué par décret officiel daté du 16 avril 1736, l'Ordre de la Délivrance. 
Le nom Délivrance fait référence à la délivrance de la Corse, apportée par le Roi.

## Grades
L'ordre de la Délivrance compte 5 grades :
1. Grand Maitre
2. Grand Prieur
3. Grand Commandeur
4. Commandeur
5. Chevalier

Il y a un Grand Maitre, un Grand Prieur ainsi qu'un Grand Commandeur. Le Grand Maitre est toujours le roi.

## Apparence
La croix de l'ordre est décrite ainsi :
« La croix ou étoile de cet ordre est un champ de Sinople, avec un ourlet d’argent ou blanc. Les sept pointes de la croix ou étoile et l’anneau par lequel elle est attachée à un cordon vert pendant au col sont d’or ou jaune ; et les sept autres petites pointes, de sable et chargées des armes du roi, blanches ou d’argent, et le bord de la croix jaune ou d’or. Pour le milieu de l’étoile est la justice, couleur de chair représentée par une femme qui a une ceinture d’où pend une feuille de figuier d’or. Elle tient de la main droite une épée d’acier et de la main gauche une balance, dans un des bassins triangulaires de laquelle est une tache rouge et dans l’autre une couleur de plomb. Au-dessous de la main qui tient l’épée est un globe d’or surmonté d’une croix et au-dessous de la main qui tient la balance est un triangle d’or au milieu duquel est un T. »
Les commandeurs portent une grande croix, les chevaliers une petite attachée à un ruban vert. Le roi, le Grand Prieur ainsi que le Grand Commandeur portent un large double ruban.

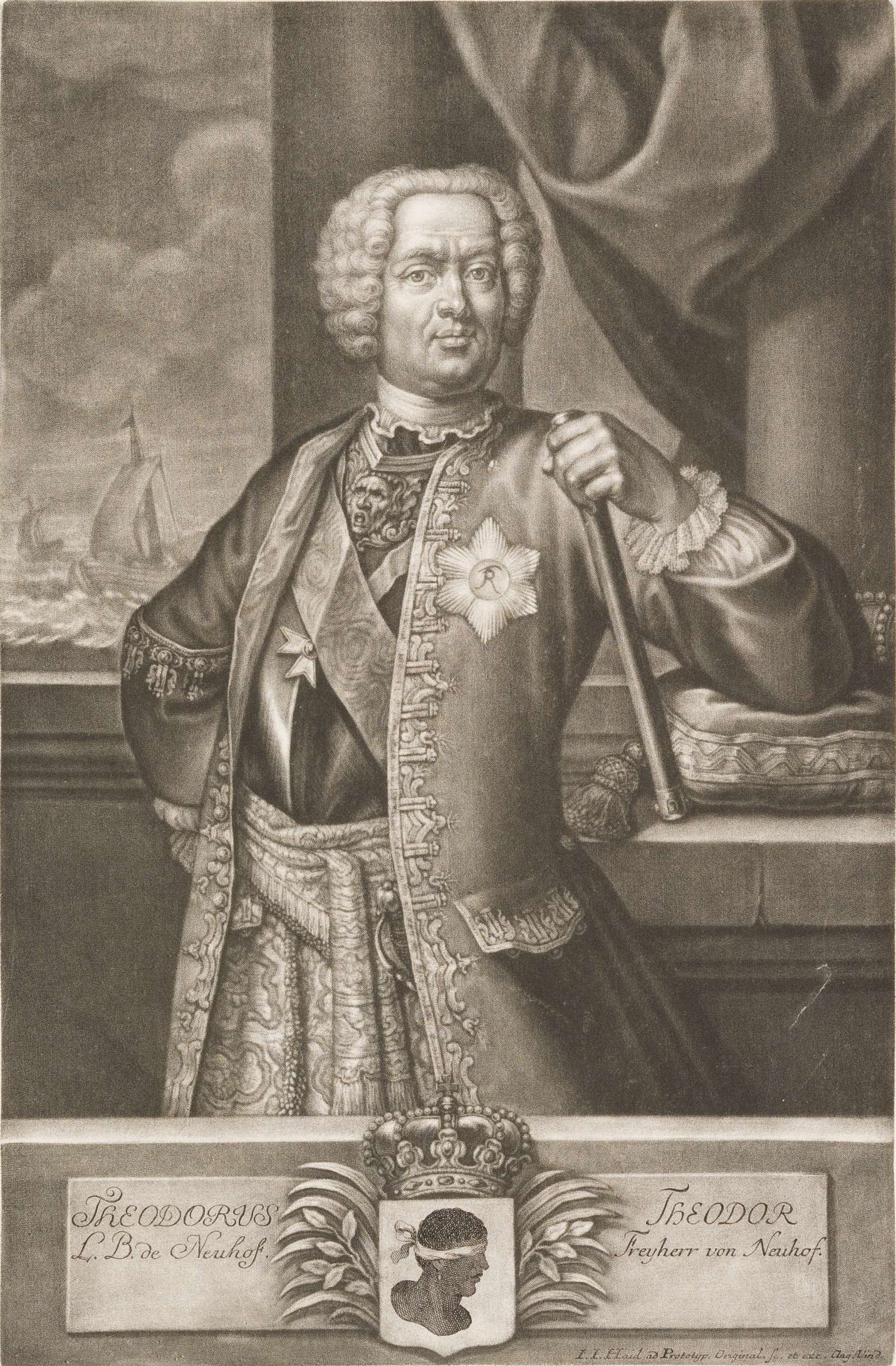
Portrait du Roi portant la croix de l'Ordre sous le ruban du Grand Maître

## Règles de l'ordre
L'édit instituant l'Ordre fixe les règles suivantes :

- I. Chaque Chevalier sera obligé de réciter tous les jours deux Psaumes, à savoir le LXX In Te Domine Speravi et le XL Deus Nolter Refugium et Virtus, sous peine de perdre les revenus de la commanderie pour le jour auquel il y aura manqué
- II. Aucun Chevalier ne pourra refuser quelque emploi que ce soit sur mer ou sur terre que le Roi voudra lui conférer
- III. Chaque Chevalier sera obligé de suivre le Roi en campagne
- IV. En temps de guerre, les Chevaliers serviront de Gardes du Corps au Roi et chacun d'eux devra entretenir alors deux soldats au service de sa majesté
- V. Aucun Chevalier ne se mêlera des affaires d'état
- VI. Chaque Chevalier sera obligé de porter toujours la marque de l'Ordre, à savoir pour les commandeurs une grande croix, et pour les chevaliers une petite, attachée à un ruban vert. Le Roi, le Grand Prieur et le Grand Commandeur porteront un large double ruban, et les chevaliers au moins une gance, pendue au col ou attachée à l'habit
- VII. Aucun Chevalier ne pourra entrer au service d'un prince étranger sans le consentement du Roi
- VIII. Le Roi en recevant un Chevalier, lui dira le Chevalier étant à genoux, « je vous fais Chevalier du Noble Ordre de la Délivrance. Vous devez souffrir de nous seul, que nous vous touchions trois avec l'épée nue. Et vous nous serez obéissant en toute chose jusqu'à la mort ». Ce qui étant fait, le Chevalier jurera, sur l'évangile, foi et hommage, et les Chevaliers présents le recevront et l'embrasseront comme frère
- IX. Les Chevaliers seront obligés de porter toujours l'épée, et pendant la messe de la tirer du Fourreau, et la tenir nue pendant que le prêtre lira l'évangile, sans en exempter même les Chevaliers des autres Religions

## Admission
Pour être admis dans l'ordre, il fallait être un homme noble, ne pas avoir travaillé et pouvoir verser au coffre de l'ordre la somme de mille écus. Enfin il fallait que le roi adoube le chevalier (toutes les cérémonies de l'ordre étaient payées par les chevaliers).

## Détenteurs
L'ordre compta environ 400 chevaliers, composé principalement de corses bien que l'on compte : 42 Italiens, 30 Français, 17 Anglais, 12 Espagnols, 11 Hollandais, 9 Polonais, 7 Grecs.

## Privilèges

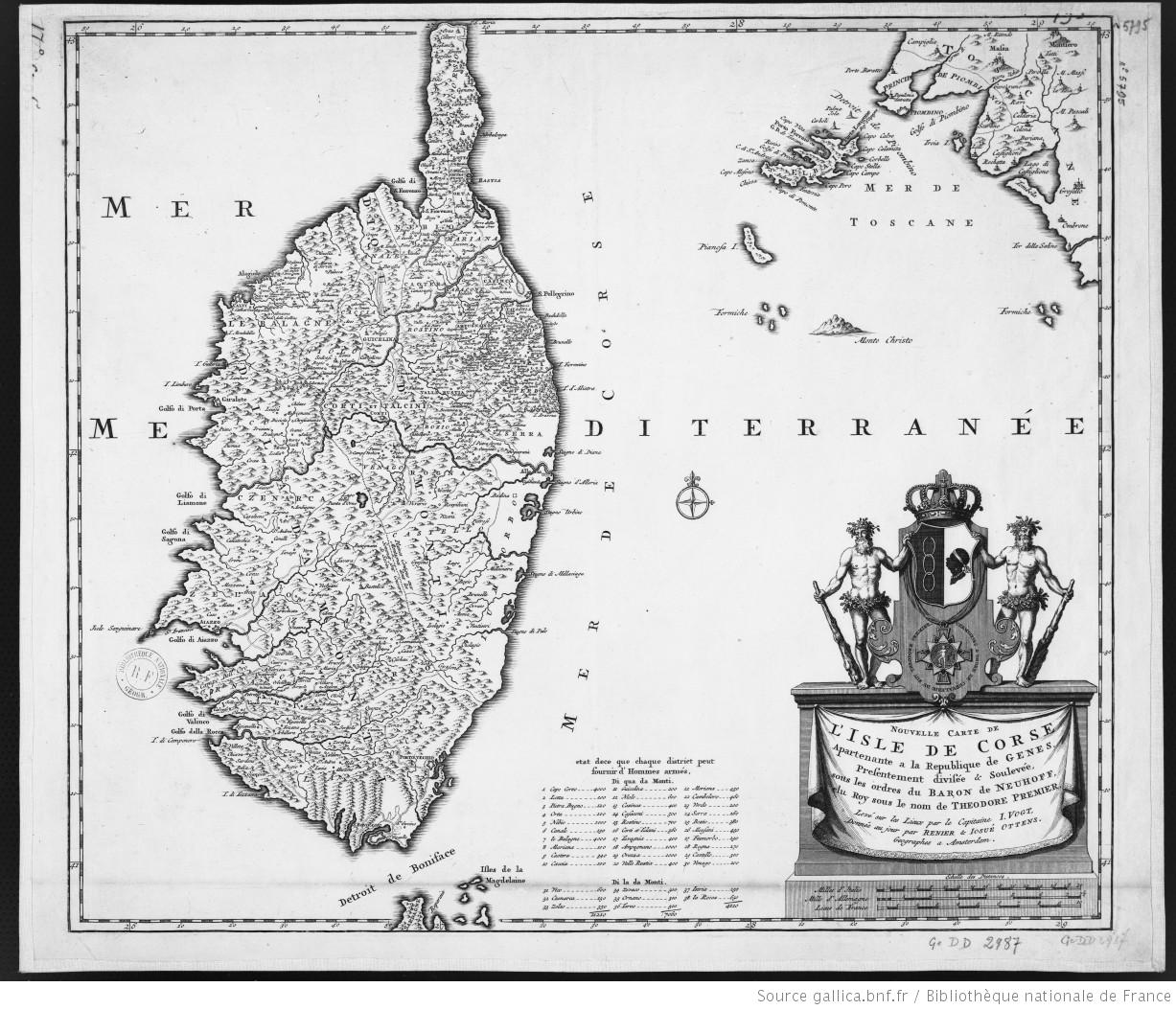
Carte du royaume où figure la croix de l'Ordre de la Délivrance

Les membres de l'ordre sont exemptés d'impôts et bénéficient d'une primauté lors des cérémonies. Si l'un des membres de l'ordre venait à être ruiné, il est prévu que lui soit versée une pension à vie lui garantissant un niveau de vie élevé.
Même après la chute de son royaume, Théodore continua à décerner l'Ordre ; ainsi il décora son compagnon de cellule à Londres peu avant sa mort.